# Aaronsburg, Pennsylvania
Aaronsburg je gradić u Pennsylvaniji u okrugu Centre, u dolini rijeke Susquehanna. Ima 485 stanovnika (2000).  
Osnovao ga je 1786. židovski imigrant Aaron Levy (vidi  Arhivirana inačica izvorne stranice od 26. rujna 2007. (Wayback Machine)), trgovac i zemljišni špekulant, poznat po svojoj religioznoj i rasnoj toleranciji. Aaronsburg postaje jedini grad između Pittsburgha i Sunburyja i uskoro je podignuta prva trgovina koju je otvorio naseljenik James Duncan, a nakon toga i pošta. Smješten na ruti poštanske kočije, Aaronsburg uz nekoliko crkava (luterani i reformisti) otvara taverne i trgovine, a 24 godine nakon svoga osnutka, ima već 48 stanovnika, uključujući liječnika, kovača i kožara. U gradu se danas nalaze dvije crkve, povijesni muzej i hotel na dva kata, izgrađen od 1802. od crvene opeke, u blizini kojega se nalazi i Spring Creek, poznatom po pastrvi.

## Vanjske poveznice
- The Aaronsburg Story